# Dobiesław (imię)
Dobiesław, Dobosław – męskie imię pochodzenia słowiańskiego, złożone z członów Dobie- („stosowny, zdatny” albo „waleczny, dzielny”) i -sław („sława”). Imię to mogło oznaczać „cieszący się słuszną sławą”, „słynący z dzielności”.
Żeńskie odpowiedniki: Dobiesława, Dobosława.
Dobiesław imieniny obchodzi 14 maja.

## Osoby noszące imię Dobiesław
- Dobiesław (kasztelan wiślicki)
- Dobiesław Damięcki – aktor polski
- Dobiesław Kurozwęcki – wojewoda krakowski
- Dobiesław Sienieński (zm. po 1477) – kanonik gnieźnieński oraz dziekan kielecki i radomski
- Dobiesław Oleśnicki (zm. 1440) – uczestnik bitwy pod Grunwaldem i dowódca oblężenia Malborka, budowniczy nowego zamku w Rymanowie, fundator kościołów